# NN-131
La carretera NN‑131 es una vía departamental secundaria que conecta el municipio de San Pedro de Lóvago con el casco urbano de La Libertad, en el departamento de Chontales. Es utilizada principalmente para el transporte agrícola y de ganado.

## Trazado y cruces
| km   | Localidad / Punto   | Departamento | Conexión / Ruta |
| ---- | ------------------- | ------------ | --------------- |
| 0,0  | San Pedro de Lóvago | Chontales    | NN 130          |
| 4,5  | Los Espinos         | Chontales    | Camino vecinal  |
| 11,2 | La Libertad         | Chontales    | Calle urbana    |

## Coordenadas
Uno de los tramos de la NN‑131 puede ser encontrado en las coordenadas: 11°28′13″N 84°00′19″O / 11.4702, -84.0054